# Le piace Brahms?
Le piace Brahms? (Goodbye Again negli Stati Uniti) è un film del 1961 diretto da Anatole Litvak, tratto dall'omonimo romanzo di Françoise Sagan del 1959.
Presentato in concorso al 14º Festival di Cannes, valse a Anthony Perkins il premio per la migliore interpretazione maschile.

## Trama
Paula Tessier è una bella arredatrice di 40 anni fidanzata con Roger Demarest. La sera del loro quinto anniversario i due dovrebbero uscire per festeggiare l'evento ma lui, all'ultimo momento, disdice telefonicamente per un impegno di lavoro. La verità è invece che l'uomo la tradisce in continuazione con ragazze giovani e compiacenti: eppure ogni volta lei lo perdona, amandolo alla follia.
Un giorno Paula conosce Philip, il figlio venticinquenne di Mrs. Van Der Besh, una vedova americana sua ricca cliente, trasferitasi a Parigi. Il giovane si innamora di lei e fa di tutto per conquistarla e per allontanarla dal fidanzato, nonostante i continui rifiuti di Paula a causa della loro differenza d'età. Col tempo però, ormai stanca dei continui tradimenti di Roger, la donna cede a Philip.
Roger, geloso e sorpreso dall'improvviso abbandono, fa di tutto per riconquistarla, fino a chiederle finalmente di sposarlo, il sogno che lei ha sempre avuto nel cuore fin dall'inizio. Paula, davanti alla proposta attesa tanto a lungo accetta, lasciando Philip disperato. Il marito, però, solo dopo pochi giorni ricomincerà sfacciatamente a tradirla.

## Musica
La colonna sonora è dovuta a Georges Auric, con l'aggiunta di due temi musicali di Brahms. I temi sono tratti dal quarto movimento della Sinfonia n° 1 in Do minore, Op. 68, e dal terzo movimento della Sinfonia n° 3 in Fa maggiore, Op. 90.

## Critica
Per il Dizionario Mereghetti «una commedia sentimentale e prevedibile, fintamente libertaria, che si regge soprattutto sulla bravura dei comprimari». Per il Dizionario Morandini si tratta di una «prolissa commedia sentimentale in cui un bieco patetismo hollywoodiano surroga quel che doveva essere la malinconia di fondo. Sull'orlo del ridicolo i tre protagonisti».

## Riconoscimenti
- Festival di Cannes 1961
  - Premio per la migliore interpretazione maschile (Anthony Perkins)
- David di Donatello 1962
  - Miglior attore straniero (Anthony Perkins)